# Ardices vigens
Ardices vigens là một loài bướm đêm thuộc phân họ Arctiinae, họ Erebidae.